# ابرهارد روچ
ابرهارد روچ (انگلیسی: Eberhard Rösch؛ زادهٔ ۹ آوریل ۱۹۵۴) ورزشکار دوگانه اهل آلمان است.